# Liljevalchs konsthall
Liljevalchs konsthall est une galerie d'art située sur l'île de Djurgården à Stockholm. Elle a ouvert ses portes en 1916 dans un bâtiment construit par l'architecte Carl Bergsten, et est actuellement la propriété de la ville de Stockholm.

## Collections
- Fanny Brate : They went to Paris